# بازیکو
بازیکو (به ایتالیایی: Basicò) یک کومونه در ایتالیا است که در استان مسینا واقع شده‌است.

## خصوصیات
بازیو ۱۲٫۰ کیلومترمربع مساحت و ۷۳۰ نفر جمعیت دارد و ۵۲۰ متر بالاتر از سطح دریا واقع شده‌است.